# Centrale idroelettrica di Lovero
La centrale idroelettrica di Lovero è una centrale in caverna, in località Lovero in provincia di Sondrio (Lombardia).

## Caratteristiche
Si tratta di una centrale che sfrutta le acque raccolte nei vasconi di Grosotto e sfrutta un bacino imbrifero della superficie di 919 km2.
I macchinari consistono in una coppia di turbine Francis.